# Mistrzostwa Świata w Łucznictwie 1975
28. Mistrzostwa Świata w Łucznictwie odbyły się między 25 a 28 czerwca 1975 w Interlaken w Szwajcarii. Organizatorem była Międzynarodowa Federacja Łucznicza. 

## Medaliści

### Strzelanie z łuku klasycznego
| Konkurencja            | Złoto                                                               | Srebro                                                       | Brąz                                                         |
| Indywidualnie kobiet   | Zebiniso Rustamowa                                                  | Wałentyna Kowpan                                             | Han Sun-hi                                                   |
| Indywidualnie mężczyzn | Darrell Pace                                                        | Richard McKinney                                             | Kauko Laasonen                                               |
| Drużynowo kobiet       | ZSRR · Zebiniso Rustamowa · Wałentyna Kowpan · Wirwe Holtsmeier     | Korea Północna · Han Sun-hi · Kim Hyang-min · Djang Sun-yung | Stany Zjednoczone · Linda Myers · Irene Lorensen · Ruth Rowe |
| Drużynowo mężczyzn     | Stany Zjednoczone · Darrell Pace · Richard McKinney · Rodney Baston | Japonia · Hirose Akira · Tezima Masaki · Nishi Takanobu      | Finlandia · Kauko Laasonen · Olli Tahvonen · Jukka Inkert    |

## Klasyfikacja medalowa
| Lp. | Państwo           | Złoto | Srebro | Brąz | Razem |
| 1.  | Stany Zjednoczone | 2     | 1      | 1    | 4     |
| 2.  | ZSRR              | 2     | 1      | 0    | 3     |
| 3.  | Korea Północna    | 0     | 1      | 1    | 2     |
| 4.  | Japonia           | 0     | 1      | 0    | 1     |
| 5.  | Finlandia         | 0     | 0      | 2    | 2     |